# Inductiewet van Faraday
De wet van Faraday geeft in de elektriciteitsleer, een deelgebied van de natuurkunde, het verband weer tussen een veranderend magneetveld en het daardoor opgewekte elektrische veld. Deze wet is een van de belangrijkste wetten van de elektriciteitsleer. Op de eerste plaats omdat ze magnetisme en elektriciteit met elkaar verenigt en daarom een van de grondvergelijkingen van de elektromagnetische theorie van Maxwell uitmaakt en op de tweede plaats omdat deze wet van toepassing is op vele gebieden van de elektrotechniek zoals elektrische transformatoren, generatoren en motoren. De wet is genoemd naar de Britse natuur- en scheikundige Michael Faraday.

## Geschiedenis

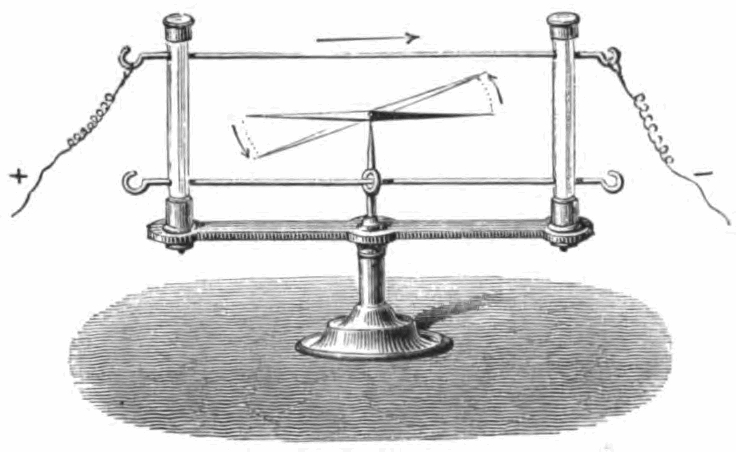
Een kompasnaald in de nabijheid van een stroomvoerende geleider toont het effect van Ørsteds ontdekking

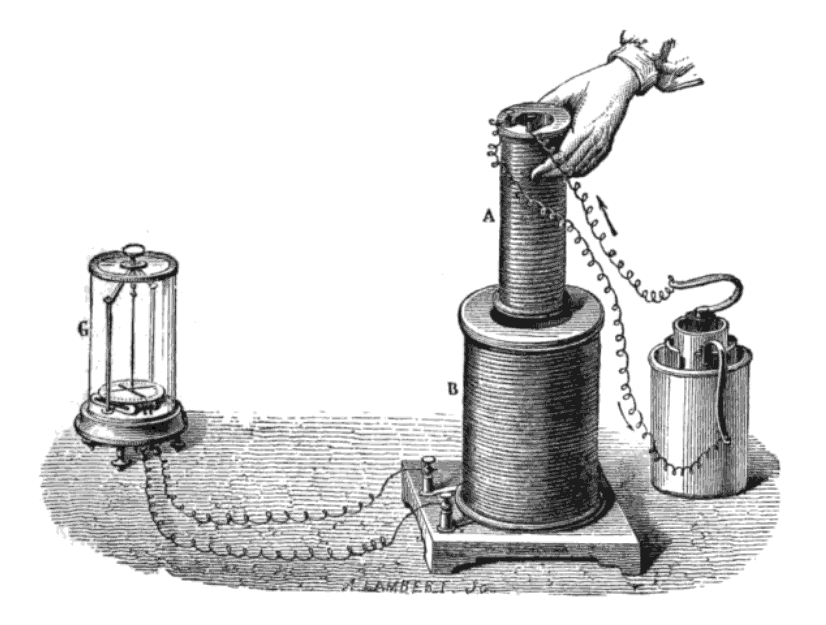
Experiment van Faraday met rechts een accu en links een galvanometer.

Tijdens een lezing op 21 april 1820 ontdekte Ørsted dat de naald van een kompas afweek zodra er een elektrische stroom liep in een naburige geleidende draad. Hij rapporteerde als eerste over dit verschijnsel en concludeerde dat er een rechtstreeks verband bestond tussen elektriciteit en magnetisme. Latere onderzoekingen toonden aan dat stationaire elektrische stroom in een rechte metalen draad een circulair magnetisch veld rond die draad doet ontstaan. Faraday was op de hoogte van dit effect waarschijnlijk door toedoen van het werk van Francesco Zantedeschi uit 1829. Hij vroeg zich af of kon worden aangetoond dat het effect wederkerig was, namelijk of een magnetisch veld in de nabijheid van een geleider een stroom kon doen lopen in deze geleider. Bij de experimenten die hij uitvoerde, ontdekte hij dat dit niet het geval was.
Hij merkte wel op dat er een stroom kon worden opgewekt in de windingen van een spoel, door deze spoel bloot te stellen aan een veranderlijk magnetisch veld. Dit veranderlijke magnetische veld kon worden opgewekt door een staafmagneet te bewegen in de buurt van een spoel of de spoel te brengen in het inwendige van een andere spoel en de elektrische stroom in die andere spoel in- of uit te schakelen.
Hij concludeerde dat deze inductie het gevolg was van de verandering van de magnetische flux veroorzaakt door de beweging van de magneet, of door het onderbreken of aanzetten van de stroom in de spoel, waardoor de magnetische flux veranderde. Omstreeks dezelfde tijd in 1831 voerde ook Joseph Henry, een Amerikaanse natuurkundige, gelijksoortige experimenten uit en ontdekte het fenomeen van de zelfinductie. In Sint-Petersburg herhaalde Heinrich Lenz de proeven van Faraday en kon hieruit zijn wet van Lenz afleiden. Deze zegt dat de geïnduceerde spanning in de windingen een stroom doet lopen in een richting zodanig dat het magnetisch veld dat hierdoor ontstaat, de verandering van de magnetische flux tegenwerkt. Faraday publiceerde als eerste over zijn werk en maakte gebruik van het concept van magnetische veldlijnen om deze elektromagnetische inductie te verklaren, maar kon nog geen wiskundige formulering geven aan het fenomeen.
Het was James Clerk Maxwell, die in 1855 in een lezing getiteld 'On Faraday's lines of force' voor de Cambridge Philosophical Society een theoretische onderbouwing gaf aan het verschijnsel van de magnetische inductie.
De inductiewet heeft een belangrijke rol gespeeld bij de ontwikkeling van de speciale relativiteitstheorie. In de aanhef van het artikel in de Annalen der Physik van juni 1905 met als titel Over de elektrodynamica van bewegende lichamen schrijft Albert Einstein:
Het is bekend dat de elektrodynamica van Maxwell — zoals die heden ten dage opgevat wordt — bij haar toepassing op lichamen in beweging tot asymmetrieën leidt die de fenomenen zelf blijkbaar niet vertonen. Men denkt bijvoorbeeld aan elektrodynamische wisselwerking tussen een magneet en een geleider. Het waarneembare fenomeen hangt hier enkel af van de relatieve beweging van geleider en magneet, terwijl volgens de gewone opvatting die twee gevallen, dat het een of het andere lichaam in beweging is, streng van elkaar gescheiden moeten worden. Beweegt namelijk de magneet en is de geleider in rust, dan ontstaat in de omgeving van de magneet een elektrisch veld, met een zekere waarde van de energie, waardoor een stroom opwekt op die plaatsen waar zich delen van de geleider bevinden. Is de magneet echter in rust en beweegt de geleider, dan ontstaat in de omgeving van de magneet geen elektrisch veld; terwijl in de geleider elektromotorische krachten ontstaan, die op zichzelf geen energie voorstellen, maar — als men de gelijkheid van de relatieve beweging onderstelt, in de twee beschouwde gevallen — aanleiding geeft tot elektrische stromen van dezelfde grootte en hetzelfde verloop als diegene veroorzaakt door de elektrische krachten in het eerste geval.
Hij loste deze asymmetrie op met behulp van de lorentztransformatie en legde daarmee de basis voor de speciale relativiteitstheorie.

## Wiskundige formulering

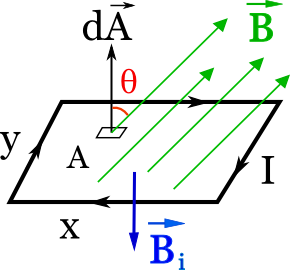
Magnetische flux door een rechthoekige geleidende lus met oppervlakte

De wet van Faraday wordt in algemene bewoordingen als volgt uitgedrukt:
De geïnduceerde elektromotorische kracht in een gesloten elektrisch circuit is gelijk maar tegengesteld aan de verandering in de tijd van de magnetische flux door het circuit.
Dit geldt echter alleen voor een circuit van oneindig dun draad. Een andere versie, de Maxwell-Faradayvergelijking, is algemeen geldig.
Voor een wiskundige formulering beschouwt men een dunne geleidende draad in de vorm van een rechthoekig raam met hoogte {\displaystyle y} en breedte {\displaystyle x}. Een willekeurig open oppervlak waarvan de randlijn gevormd wordt door dit raam, wordt gesneden door de magnetische veldlijnen van een magnetisch veld met sterkte {\displaystyle B}. De inductiewet van Faraday leert nu dat in het raam een elektromotorische kracht (EMK) {\displaystyle {\mathcal {E}}} zal heersen die recht evenredig is met de verandering van de magnetische flux per tijdseenheid
{\displaystyle {\mathcal {E}}=-{\frac {{\rm {d}}{\mathit {\Phi }}_{B}}{{\rm {d}}t}}}
Hierin stelt {\displaystyle {\mathit {\Phi }}_{B}} de magnetische flux voor door het open oppervlak {\displaystyle A}; dus
{\displaystyle {\mathit {\Phi }}_{B}=\int _{A}{\vec {B}}\cdot \mathrm {d} {\vec {A}}}
Het minteken wordt gedicteerd door de wet van Lenz, die zegt dat de elektromotorische kracht een stroom zal doen lopen in een richting die een magnetisch veld opwekt dat de verandering van de magnetische flux tegenwerkt. Daarmee is steeds de richting waarin die stroom zal lopen bekend.
Door voor het open oppervlak het vlakke oppervlak van het raam zelf kiezen, dus met oppervlakte {\displaystyle A=xy}, wordt de magnetische flux
{\displaystyle {\mathit {\Phi }}_{B}=\int _{A}{\vec {B}}\cdot \mathrm {d} {\vec {A}}=AB\,\cos(\theta )=xy\,B\,\cos(\theta )},
waarin θ de hoek is die het magnetisch veld maakt met de uitwendige normaal op dit oppervlak.
Men ziet nu onmiddellijk dat een veranderende flux op drie manieren tot stand kan komen: namelijk door een veranderend magnetisch veld {\displaystyle B(t)}, door een met de tijd veranderende oppervlakte {\displaystyle A(t)} en door een met de tijd veranderlijke hoek θ(t).

### Magnetische flux bij een veranderlijke hoek

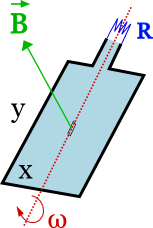
Een roterende rechthoekige lus in een uniform magnetisch veld

Als het bovengenoemde raam roteert in een constant en homogeen magnetisch veld {\displaystyle B} met een constante hoeksnelheid {\displaystyle \omega }, zodanig dat
{\displaystyle \theta =\omega t},
wordt de magnetische flux
{\displaystyle {\mathit {\Phi }}_{B}=SB\,\cos(\omega t)}
Daarin is {\displaystyle S=xy} de oppervlakte van het raam.
De elektromotorische kracht die in het raam wordt opgewekt, is dan
{\displaystyle {\mathcal {E}}(t)=-{\frac {{\rm {d}}{\mathit {\Phi }}_{B}}{{\rm {d}}t}}=S\,B\,\omega \,\sin(\omega t)}
Als het raam niet uit één, maar uit {\displaystyle N} windingen bestaat, wordt de elektromotorische kracht {\displaystyle N} keer zo groot.

### Magnetische flux bij een veranderlijke oppervlakte

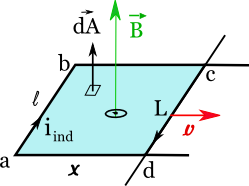
De geleider L beweegt zich met een snelheid over de rails

Over een U-vormige geleider met breedte {\displaystyle l} kan zich een rechte geleidende draad L loodrecht op de benen bewegen. Het geheel is geplaatst in een constant, homogeen magnetisch veld {\displaystyle B}. Bij beweging van de draad zal alleen de oppervlakte {\displaystyle l\cdot x} waarin de flux aanwezig is, zich wijzigen. Voor de flux door het oppervlak en de verandering van die flux als de draad zich met een snelheid {\displaystyle v} voortbeweegt, geldt:
{\displaystyle {\mathit {\Phi }}_{B}=lxB},
dus
{\displaystyle {\frac {{\rm {d}}{\mathit {\Phi }}_{B}}{{\rm {d}}t}}=lB{\frac {{\rm {d}}x}{{\rm {d}}t}}=lBv}
De absolute waarde van de elektromotorische kracht is dus
{\displaystyle |{\mathcal {E}}|=lBv}

#### Opmerking
De grootte van deze geïnduceerde elektromotorische kracht kan ook afgeleid worden met behulp van de lorentzkracht. Immers wanneer de geleider L met een snelheid {\displaystyle v} wordt bewogen, zullen de ladingen in die geleider (elektronen in het geval van metaal) meebewegen. Voor een lading {\displaystyle q} wordt de ondervonden lorentzkracht
{\displaystyle {\vec {F}}=q\,({\vec {v}}\times {\vec {B}})}
Omdat de vectoren {\displaystyle {\vec {v}}} en {\displaystyle {\vec {B}}} loodrecht op elkaar staan en de snelheid {\displaystyle {\vec {v}}} in de tekening volgens de positieve x-as gericht is, wordt die kracht gelijk aan {\displaystyle F=qvB}, met richting van {\displaystyle c} naar {\displaystyle d}. Per ladingseenheid bedraagt de kracht dus {\displaystyle vB}. Het optreden van de lorentzkracht is dus equivalent met het optreden van een elektrisch veld, waarvan de veldsterkte {\displaystyle E} gelijk is aan {\displaystyle vB}. Tussen de punten {\displaystyle c} en {\displaystyle d} zal dus ten gevolge van de lorentzkracht een potentiaalverschil {\displaystyle El=vBl} ontstaan.
Men ziet dat de elektromotorische kracht die ontstaat door de veranderende magnetisch flux door het oppervlak, gelijk is aan dit potentiaalverschil. Gebruikmakend van de lorentzkracht kan ook de uitdrukking voor de elektromotorische kracht in het roterende raam worden gevonden.

### Magnetische flux bij een veranderlijk magnetisch veld

Gekoppelde spoelen Γ1 en Γ2

Een veranderend magnetisch veld kan niet alleen worden opgewekt door een permanente magneet in de lengterichting van een spoel te bewegen, maar kan ook ontstaan door een veranderende elektrische stroom in een eerste spoel {\displaystyle \Gamma _{1}} te doen lopen dat met een tweede spoel {\displaystyle \Gamma _{2}} gekoppeld is. Het veranderende magnetische veld opgewekt in de eerste spoel, zal in de tweede spoel een veranderende flux veroorzaken, waardoor in deze laatste een elektromotorische kracht ontstaat die evenredig is met zijn constante oppervlakte {\displaystyle \Sigma _{2}} en met de verandering van het magnetische veld
{\displaystyle {\mathcal {E}}_{2}=-\Sigma _{2}{\frac {{\rm {d}}B_{1}}{{\rm {d}}t}}}
Dit verschijnsel wordt ook wederzijdse inductie genoemd. Hebben de twee spoelen een verschillend aantal windingen dan verklaart het de werking van een transformator.
Omdat in al deze gevallen het oppervlak {\displaystyle A} niet verandert, kan de inductiewet geschreven worden als
{\displaystyle {\mathcal {E}}=-{\frac {{\rm {d}}{\mathit {\Phi }}_{B}}{{\rm {d}}t}}=-\int _{A}{\frac {\partial {\vec {B}}}{\partial t}}\cdot {\rm {d}}{\vec {A}}}

#### Opmerkingen
Dit geval van magnetische inductie kan niet verklaard worden met behulp van de lorentzkracht, immers de twee spoelen zijn niet noodzakelijk in beweging. Het verschijnsel zal ook optreden als men alleen de stroom in de eerste spoel varieert. Men zou hieruit kunnen besluiten dat we te doen hebben met een ander fenomeen. Men kan echter algemeen aantonen, dat het inductieverschijnsel alleen zal afhangen van de verandering van de magnetische flux, onverschillig door welke oorzaak deze verandering tot stand komt. De meest algemene formulering van de inductiewet voor een stilstaande of beweegbare lus in een veranderlijk magnetisch veld luidt dan ook
{\displaystyle -{\frac {{\rm {d}}{\mathit {\Phi _{B}}}}{{\rm {d}}t}}=-{\frac {\rm {d}}{{\rm {d}}t}}\int _{A(t)}{\vec {B}}(t)\cdot {\rm {d}}{\vec {A}}}

## Maxwell-Faradayvergelijking

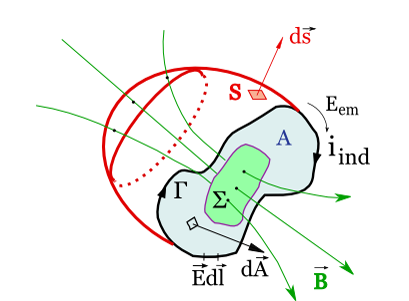
Magnetisch veld in de ruimte. Merk op dat ter hoogte van de lus geen magnetisch veld aanwezig is

Aangezien er geen magnetische monopolen bestaan, is de divergentie van het magnetische veld 0. Dit wordt geformuleerd in de tweede wet van Maxwell. Een gevolg is dat de magnetische flux door elk oppervlak met als grens dezelfde gesloten kromme dezelfde is.
De inductiewet van Faraday ligt ten grondslag aan een van de vier Maxwell-vergelijkingen, die een fundamentele rol spelen in de theorie van het elektromagnetisme. Dit kan worden aangetoond door in een bepaald gebied van de ruimte een veranderlijk magnetische veld B (dat aangroeit in het geval van de tekening) te beschouwen. Een gedeelte Σ daarvan (het groene gedeelte in de tekening) kan dan omsloten worden door een willekeurige lus Γ. Deze lus is een gesloten kromme, die de randlijn uitmaakt van een open oppervlak S en het open oppervlak A, die elk alle magnetische veldlijnen aanwezig in het gebied Σ zullen snijden. Dit geeft aanleiding tot een omsloten magnetische flux {\displaystyle {\mathit {\Phi }}_{B}}. Als open oppervlak kan men ook het oppervlak A van de lus zelf kiezen. De som van alle infinitesimale bijdragen {\displaystyle E{\rm {d}}{\vec {l}}} van elk segmentje {\displaystyle {\rm {d}}{\vec {l}}} van de lus zal nu gelijk zijn aan de elektromotorische kracht. Samenvattend:
{\displaystyle {\mathcal {E}}=-{\frac {{\rm {d}}{\mathit {\Phi _{B}}}}{{\rm {d}}t}}=-\int _{A}{\frac {\partial {\vec {B}}}{\partial t}}\cdot \mathrm {d} {\vec {A}}=-\int _{S}{\frac {\partial {\vec {B}}}{\partial t}}\cdot \mathrm {d} {\vec {S}}=\oint _{\Gamma }{\vec {E}}\cdot {\rm {d}}{\vec {l}}}.
Hieruit blijkt dat
{\displaystyle \int _{\Gamma }\!\!\!\!\!\!\!{\text{O}}\ {\vec {E}}\cdot {\rm {d}}{\vec {l}}=-\int _{A}{\frac {\partial {\vec {B}}}{\partial t}}\cdot \mathrm {d} {\vec {A}}}
waaruit onmiddellijk volgt dat het elektrische veld niet-conservatief is. Immers de kringintegraal is ongelijk aan nul.
Wegens de stelling van Stokes is nu
{\displaystyle \int _{\Gamma }\!\!\!\!\!\!\!{\text{O}}\ {\vec {E}}\cdot {\rm {d}}{\vec {l}}=\int _{A}\nabla \times {\vec {E}}\cdot {\rm {d}}{\vec {A}}},
Hieruit volgt nu dat
{\displaystyle \nabla \times {\vec {E}}=-{\frac {\partial {\vec {B}}}{\partial t}}}
Dit is de Maxwell-Faradayvergelijking die een generalisatie is van de inductiewet van Faraday, en die zegt dat een tijdsveranderlijk magnetisch veld altijd gepaard gaat met een ruimteveranderlijk, niet-conservatief elektrisch veld.

## Veranderlijke magnetische velden in netwerken
Als in een stroomkring veranderlijke magnetische velden aanwezig zijn in de vorm van spoelen, transformatoren, generatoren, enz., moet men de inductiewet van Faraday toepassen in plaats van de tweede wet van Kirchhoff. De geïnduceerde elektrische velden zijn immers niet-conservatief, zodat de lijnintegraal
{\displaystyle \int _{a}^{b}{\vec {E}}\cdot \mathrm {d} {\vec {l}}}
afhankelijk wordt van de gekozen weg van {\displaystyle a} naar {\displaystyle b}. Om dezelfde reden is ook het begrip potentiaalverschil niet meer gedefinieerd. In het geval van een spoel zal echter blijken dat deze fungeert als een spanningsbron. Op deze manier wordt de tweede wet van Kirchhoff ook voor een spoel als netwerkcomponent toepasbaar.

### Een ideale spoel als netwerkcomponent

Boven-Zijaanzicht van een zelfinductie L met open klemmen Onder - Bovenaanzicht

Een ideale spoel is een spoel die voldoende lang is met windingen die dicht tegen elkaar liggen, zodanig dat het magnetisch veld in het inwendige geconcentreerd blijft. Ze bestaat verder uit een perfecte geleider.
We beschouwen een dergelijke spoel waarvan de aansluitklemmen A en B open zijn, zodat er door de spoel geen stroom ({\displaystyle I=0}) kan lopen. Heerst nu in deze spoel een veranderlijk magnetisch veld (dat toenemend is in het geval van de afbeelding) dan wordt er in de spoel door inductie een overeenkomende elektromotorische kracht opgewekt. Het resulterende elektrische veld moet nu gelijk zijn aan nul omdat anders op de ladingsdragers krachten zouden werken, waardoor ze, omdat ze geen enkele weerstand ondervinden, zich zo zouden verplaatsen dat het veld wordt opgeheven. Anderzijds weten we dat de inductiewet van Faraday eist dat er ter plaatse van de geleider een geïnduceerd elektrisch veld {\displaystyle E_{\text{ind}}} verschillend van nul moet heersen. Deze schijnbare tegenstrijdigheid kan worden opgelost, als men inziet dat het veld {\displaystyle E_{\text{ind}}} de ladingsdragers ogenblikkelijk drijft naar de uiteinden van de spoel nabij de aansluitpunten A en B om zich daar op te hopen. Door de aanwezigheid van deze ladingen ontstaat er in de geleider een tegengesteld elektrostatische veld of Coulombveld {\displaystyle E_{C}} dat op ieder moment het veld {\displaystyle E_{\text{ind}}} compenseert. Op deze manier is het netto elektrische veld {\displaystyle E_{\text{ind}}+E_{C}} steeds gelijk aan nul. Men ziet dus dat
{\displaystyle \int _{L}{\vec {E}}\cdot {\rm {d}}{\vec {l}}=\int _{L}{\vec {E_{\text{ind}}}}\cdot {\rm {d}}{\vec {l}}+\int _{L}{\vec {E_{C}}}\cdot {\rm {d}}{\vec {l}}={\mathcal {E}}+\int _{L}{\vec {E_{C}}}\cdot {\rm {d}}{\vec {l}}=0}
of
{\displaystyle {\mathcal {E}}=-\int _{L}{\vec {E_{C}}}\cdot {\rm {d}}{\vec {l}}}
Het elektrostatische veld is echter wel conservatief, zodat er voor elk gesloten pad, bijvoorbeeld door de spoel L en daarbuiten, de blauwe weg door R, geldt:
{\displaystyle \int _{L}{\vec {E_{C}}}\cdot {\rm {d}}{\vec {l}}+\int _{R}{\vec {E_{C}}}\cdot {\rm {d}}{\vec {l}}=0},
dus
{\displaystyle \int _{L}{\vec {E_{C}}}\cdot {\rm {d}}{\vec {l}}=-\int _{R}{\vec {E_{C}}}\cdot {\rm {d}}{\vec {l}}=V}
waarin {\displaystyle V} nu het potentiaalverschil is tussen A en B. Daarmee is {\displaystyle {\mathcal {E}}=-V} en de spoel gedraagt zich als een spanningsbron.
Maakt een dergelijke spoel deel uit van een gesloten kring waarin een veranderlijke elektrische stroom loopt, dan zal ook in de spoel zelf het inductieverschijnsel zich voordoen. Er is sprake van zelfinductie. Het magnetische veld binnen de spoel is de som van alle bijdragen van elk van de windingen afzonderlijk en is daarom evenredig met de stroomsterkte {\displaystyle I,} die voor elke winding dezelfde is. De magnetische flux in het inwendige van de spoel zal dus ook evenredig zijn met die stroomsterkte. De evenredigheidsfactor wordt meestal voorgesteld door {\displaystyle L.} Deze factor is een constante voor een bepaalde vorm en afmeting van de spoel. Er geldt dus {\displaystyle {\mathit {\Phi }}_{B}=LI}, zodat de elektromotorische kracht die in de spoel wordt opgewekt, gelijk is aan
{\displaystyle {\mathcal {E}}=-{\frac {{\rm {d}}{\mathit {\Phi }}_{B}}{{\rm {d}}t}}=-L{\frac {{\rm {d}}I}{{\rm {d}}t}}}
Als de spoel op een spanning {\displaystyle V} wordt aangesloten, zal de verandering van de stroom zo zijn dat {\displaystyle {\mathcal {E}}=-V}, dus {\displaystyle {\rm {d}}I/{\rm {d}}t=V/L}. Bij een constante spanning {\displaystyle V} zal de stroom lineair met de tijd toenemen, in principe onbegrensd. In de praktijk kan de stroom niet onbeperkt toenemen en bereikt een maximale waarde, waarna er geen verandering meer van de magnetische flux is en wordt de elektromotorische kracht gelijk wordt aan nul.
In netwerken mag een spoel daarom beschouwd worden als een spanningsbron die een spanning {\displaystyle V} levert gelijk aan
{\displaystyle V=L{\frac {{\rm {d}}I}{{\rm {d}}t}}}
Daarmee kan dan ook de tweede wet van Kirchhoff toegepast worden.

### Toepassing op een serie RLC-kring

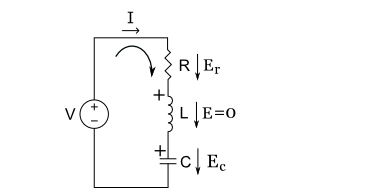
RLC kring

De RLC-kring bestaat uit een serieschakeling van een weerstand {\displaystyle R}, een spoel {\displaystyle L} en een condensator {\displaystyle C} aangesloten op een spanningsbron {\displaystyle V}. In de praktijk zal de spoel een zekere kleine inwendige weerstand {\displaystyle r} bezitten. Deze weerstand kan als deel van de uitwendige weerstand {\displaystyle R} gedacht worden. Omdat de kring een zelfinductie {\displaystyle L} bevat moeten we in principe de wet van Faraday toepassen:
{\displaystyle \oint {\vec {E}}\cdot \mathrm {d} {\vec {l}}=-L{\frac {\mathrm {d} {\mathit {I}}}{\mathrm {d} t}}}
In de kring kiest men een omloopzin en past op het linker lid de volgende tekenconventie toe. Van een hogere naar een lagere potentiaal rekent men de bijdrage positief en andersom negatief. Met een omloopzin volgens de wijzers van de klok levert dat
{\displaystyle IR+0+V_{c}-V=-L{\frac {\mathrm {d} {\mathit {I}}}{\mathrm {d} t}}}
De tweede term van het linkerlid is nul, omdat er geen elektrisch veld aanwezig is in een spoel.
Dit alles kan ook nog geschreven worden in de gedaante van de tweede wet van Kirchhoff door het rechterlid naar de andere kant van het gelijkheidsteken te brengen:
{\displaystyle IR+L{\frac {\mathrm {d} {\mathit {I}}}{\mathrm {d} t}}+V_{c}-V=0}
Uit het bovenstaande weten we dat we gerechtigd zijn dit te doen en we hebben als nieuwe regel voor de tweede wet van Kirchhoff dat wanneer de omlooprichting gelijk is aan de richting van de stroom de verandering van de potentiaal over de spoel gelijk is aan {\displaystyle L{\rm {d}}I/{\rm {d}}t}.

## Inductie in massieve geleiders

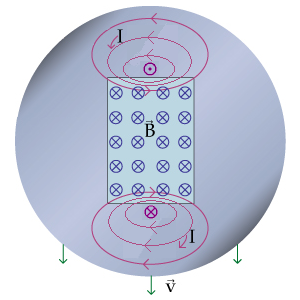
Een metalen schijf valt naar beneden in een constant magnetisch veld dat loodrecht op de plaat staat. Hierdoor ontstaan wervelstromen

Het ligt voor de hand dat het inductieverschijnsel ook zal optreden in massieve geleiders zoals platen, schijven en ringen als deze blootgesteld worden aan inhomogene magnetische velden of aan een veranderende flux. De EMK die ontstaat veroorzaakt wegens de resistiviteit van het materiaal elektrische stroombanen die gesloten maar onregelmatig van vorm zijn. Men spreekt in dit geval van wervelstromen. Deze stromen kunnen aanzienlijk zijn omdat ze door het metaal worden kortgesloten. Ze dissiperen daarbij energie in het materiaal waardoor de geleider opwarmt en creëren op hun beurt door inductie een magnetisch veld dat de oorzaak van de verandering tegenwerkt. Als die verandering wordt teweeggebracht door de beweging van de geleider in een homogeen magnetische veld zal die beweging worden afgeremd. Het is wederom de lorentzkracht die hiervoor verantwoordelijk is.